# Jacques Simon
Jacques Charles Michel Alexandre Simon, detto Jacky (Omonville-la-Rogue, 25 marzo 1941 – Valognes, 5 dicembre 2017), è stato un calciatore francese, di ruolo centrocampista.

## Carriera
Inizia a muovere i primi passi nel mondo del calcio, all'età di 9 anni, entrando a far parte del UST Equeurdreville, con cui fa tutta la trafila delle giovanili, per venire poi acquistato nel 1959 dal Cherbourg.
Notato dagli osservatori del Nantes, nel giugno 1963 viene acquistato dai canarini per 120.000 franchi, con i quali vince 
la Division 1 nel 1965 e nel 1966 ed il titolo di capocannoniere del campionato nel 1965 con 24 reti.

## Palmarès

### Club
- Campionato francese: 2

Nantes: 1964-1965, 1965-1966
- Coppa di Lega francese: 1

Nantes: 1964-1965
- Supercoppa francese: 1

Nantes: 1965

### Individuale
- Capocannoniere della Ligue 1: 1

1964-1965 (24 gol)